# Facettensyndrom
Das Facettensyndrom oder Facettengelenksyndrom ist eine (pseudoradikuläre) Schmerzsymptomatik, die durch (meist chronische) Reizung der sogenannten Facettengelenke (Wirbelgelenke) bedingt ist. Das Facettensyndrom stellt eine häufige Ursache des Rückenschmerzes dar, welcher wiederum eine der häufigsten Gründe für einen Arztbesuch darstellt. Ursache des Facettensyndroms ist in der Regel der Verschleiß dieses Gelenkes bzw. dieser Gelenke – eine Spondylarthrose. Diese kann durch eine Osteochondrosis intervertebralis entstehen, bei der sich die Höhe der Zwischenwirbelräume verringert und somit die Wirbelbogengelenke stärker belastet werden.

## Symptome
Das Krankheitsbild tritt am häufigsten an der Lendenwirbelsäule auf, da hier die Belastung durch das aufliegende Körpergewicht und die starke Beweglichkeit am höchsten ist und somit der Verschleiß am frühesten einsetzt. Typisch sind hierbei Schmerzen in Höhe der krankhaft veränderten Gelenke bzw. knapp darunter, häufig mit Ausstrahlung in Richtung der Beine. Da die Facettengelenksnerven Seitenäste der unmittelbar benachbarten Nervenwurzel sind, ist die Schmerzausstrahlung eines Facettensyndroms ähnlich der Reizung einer Nervenwurzel (Wurzelreizsyndrom, Radikulopathie), jedoch ohne die für das Wurzelreizsyndrom charakteristischen Empfindungsstörungen wie Taubheit, Kribbeln oder pelziges Gefühl. In der Regel strahlen die Schmerzen auch nicht so weit nach unten aus und folgen nicht dem typischen von einer Nervenwurzel versorgten Hautareal (Dermatom). Typischerweise verschlimmern sich die Schmerzen durch Belastung der Facettengelenke, z. B. durch Beugung ins Hohlkreuz (Retroflexion) oder Seitneigung, aber auch durch längeres Stehen oder Gehen. Patienten mit Facettensyndrom berichten häufig über morgendliche Anlaufschmerzen. Schon das nächtliche Drehen im Bett verursacht manchen von ihnen Beschwerden (Umlagerungsschmerz).
Eine Sonderform stellt eine Irritation der Facettengelenke der Halswirbelsäule nach einem Hochrasanztrauma, etwa nach einem Schleudertrauma, dar.

## Diagnose
Die Diagnose ergibt sich hauptsächlich durch die Krankheitsgeschichte (Anamnese) und die körperliche Untersuchung. Da das Facettensyndrom im Anfangsstadium schwer von unspezifischen Rückenschmerzen unterscheidbar ist und sich unspezifische Rückenschmerzen oft ohne weitere Maßnahmen (spontan) bessern, wird eine bildgebende Diagnostik wie Röntgen, Computertomographie (CT) oder Kernspintomographie (Magnetresonanztomographie, MRT) bei fehlenden Hinweisen auf einen gefährlichen Verlauf nur im Falle länger dauernder Beschwerden (> 6–12 Wochen) ohne Besserungstendenz unter konservativer Therapie empfohlen. Während das Röntgen des entsprechenden Wirbelsäulenabschnittes eine grobe Übersicht über die Form und Anordnung von Wirbelgelenken und Wirbelkörpern gibt, können CT und MRT den Verschleiß der Wirbelgelenke überlagerungsfrei nachweisen, gegebenenfalls direkte Hinweise auf einen akuten Reizzustand eines bestimmten Wirbelgelenkes liefern sowie andere in Frage kommende Erkrankungen, wie z. B. einen Bandscheibenvorfall (s. Differentialdiagnose) ausschließen.
Hinweise auf einen möglichen gefährlichen Verlauf (sog. „Red Flags“) wären Schmerzen infolge eines Sturzes, neu aufgetretene Lähmungen, eine bekannte oder vermutete Tumorerkrankung, Hinweise auf eine Infektion der Wirbelsäule oder ein Alter unter 30 Jahren.

## Differentialdiagnose
Weitere Ursachen (Differentialdiagnose) sind Bandscheibenvorfall, Spinalkanalstenosen, Wirbelgleiten, Fraktur (Bruch) eines Wirbelkörpers oder des Kreuzbeins, Hüftgelenksarthrose, Reizzustände des Kreuz-Darmbein-Gelenks und Piriformis-Syndrom, seltener Tumoren oder Metastasen der Wirbelsäule, noch seltener Hüftkopfnekrose, sehr selten Irritationen des lumbosakralen Plexus durch retroperitoneale Tumoren in Betracht zu ziehen.

## Therapie
Neben physiotherapeutischen Verfahren, wie Massage oder Gymnastik, werden zunächst häufig Schmerzmittel (Antiphlogistika) eingesetzt. Bei ausbleibender Besserung kann eine Facetteninfiltration Linderung bringen, bei der ein Lokalanästhetikum, meist in Kombination mit einem Cortison-Präparat (Kortikoid), in das betreffende Gelenk injiziert wird. Dies erfolgt in der Regel unter bildgebender Kontrolle im CT oder Bildwandler. Bei zumindest kurzfristiger Besserung werden Kryotherapie und Facettendenervierung als länger wirksame Maßnahmen in ausgewählten Fällen eingesetzt.